# Mikkjal Danielsen
Mikkjal Danielsen (* 16. Mai 1960 auf den Färöern) ist ein färöischer Fußballspieler. Er spielte in der färöischen Nationalmannschaft und war einer der Spieler beim Fußballländerspiel Färöer – Österreich 1990 in Landskrona.

## Fußball

### Verein
Danielsen begann seine Karriere bei MB Miðvágur. Dort war er Abwehrspieler und bekannt für seine gute Technik und Schnelligkeit. Daneben galt Danielsen als besonders eifrig und trainierte freiwillig mehr, als beim Verein vorgesehen war. Sein erstes Spiel absolvierte er am zweiten Spieltag der Saison 1978 in der ersten Liga im Auswärtsspiel gegen KÍ Klaksvík, das 3:3 endete. 1980 musste die Liga als Letztplatzierter wieder verlassen werden. 1983 folgte für ein Jahr die Rückkehr in die höchste Spielklasse. 1990 und 1991 spielte er mit dem Verein erneut höchstklassig und erreichte im ersten Jahr mit dem dritten Platz die beste Ligaplatzierung des Vereins überhaupt, zudem wurde das Halbfinale im Pokal erreicht, wobei Danielsen nur bei der 0:3-Hinspielniederlage gegen KÍ Klaksvík zum Einsatz kam. Ab 1992 spielte er mit MB nur noch zweitklassig. In diesem Jahr stand er mit dem Verein erneut im Halbfinale des Pokals, scheiterte jedoch in zwei Spielen mit 1:1 und 0:3 abermals an KÍ Klaksvík. 1994 wechselte er zum Ligakonkurrenten FS Vágar, für dessen erste Mannschaft er zunächst spielte. Als Ligazweiter schaffte er den Aufstieg in die erste Liga. Im Jahr darauf absolvierte Danielsen Gruppenspiele im Pokal, danach wurde er hauptsächlich nur noch in der zweiten Mannschaft, welche in der zweiten Liga spielte, eingesetzt. 1996 spielte er die ersten Spiele erneut für die zweite Mannschaft, in der zweiten Saisonhälfte lief er dann für die erste Mannschaft auf und bestritt auch das zweite Relegationsspiel um den Klassenerhalt gegen EB/Streymur, welches nach dem 7:2-Erfolg im Hinspiel mit 5:2 gewonnen werden konnte. 1997 spielte er abwechselnd für die A- und B-Mannschaft und wurde auch in beiden Relegationsspielen von FS Vágar II gegen NSÍ Runavík II eingesetzt. Beim 4:1-Hinspielsieg erzielte er vom Elfmeterpunkt das 2:0, das Rückspiel endete jedoch mit einer 0:7-Niederlage, was zum Abstieg in seiner letzten Saison als Spieler führte. Im selben Jahr verlor auch das erste Team die Relegation gegen den Zweitligisten.
Mikkjal Danielsen ist MB Miðvágur immer noch verbunden und betreute unter anderem 2007 die Fußballmädchen.

### Nationalmannschaft
Danielsen kam zwischen 1988 und 1992 auf 18 Länderspiele für die Nationalmannschaft. Das erste Spiel absolvierte er am 24. August 1988 gegen Island in Akranes, welches mit 0:1 verloren wurde und zugleich das erste offizielle Länderspiel der Färöer war. Dem färöischen Sportjournalisten Finnur Helmsdal zufolge machte Danielsen aber zu wenig aus seiner Spielerpersönlichkeit und zeigte als Nationalspieler zu wenig Selbstbewusstsein. Beim Länderspiel gegen Österreich, das die Färinger sensationell 1:0 gewannen, spielte er aber das „Spiel seines Lebens“. Am 9. September 1992 stand er im Qualifikationsspiel zur WM 1994 beim 0:6 gegen Wales in Cardiff zum letzten Mal für die Nationalmannschaft auf dem Platz.

## Persönliches
Danielsen ist hauptberuflich als Maschinist tätig.